# Florencio Fuentes Estébanez
Florencio Fuentes Estébanez (Osorno la Mayor, província de Palència 11 de maig de 1901 - Herrera de Pisuerga, província de Palència, † 1970) fou obrer del camp i botxí titular de l'Audiència de Valladolid. Va assistir com a ajudant a les primeres execucions de Vicente López Copete, ensenyant-li el maneig del garrot vil.
Durant la seva carrera va tenir sentiments de culpabilitat, la qual cosa li va causar un expedient per negar-se a una execució el 1952. Es va negar a continuar després de l'execució de Trespalacios el 1953, per la qual cosa va ser format expedient i condemnat. Va al·legar que als seus fills els feien la vida impossible al col·legi per l'ofici del seu pare.
Menyspreat pel seus veïns, distanciat de la seva família i mancat de recursos, arribà a fer de captaire per a viure. Se suïcidà el 1970.

## Alguns dels reus executats per Florencio Fuentes
Va arribar a realitzar diverses execucions múltiples, com la de nou reus a la Presó Modelo de Barcelona el 1944.
- Ramón Lázaro Corella Tarragona, 16 d'agost de 1941)[5]
- Joaquín Juan Escoda Curto Tarragona, 16 d'agost de 1941)[5]
- Juan Curto Espuny (a) el Cantagallos Tarragona, 16 d'agost de 1941)[5]
- Juan Soto Barrionuevo (Barcelona, 19 de novembre de 1941).[6][4]
- Josep Ribas Moracho (Barcelona, 25 de març de 1942)
- Josep Rafí Urpí (Barcelona, 28 de març de 1942)
- Antonio Serrano Caro (Barcelona, 28 de març de 1942)
- Pascual Gargallo García (Barcelona, 28 de març de 1942)
- Pere Alemany Berenguer (Barcelona, 2 d'octubre de 1942)
- Pere Tudurí Vidal (Palma, 21 de febrer de 1951[7])
- José García Barriobero "el Satanás" (La Rioja, 28 de novembre de 1948),l'execució del qual costà dos intents[8]
- Fortunato Gras Tejedor (Barcelona, 9 d'abril de 1953)[4]
- Juan José Trespalacios (Vitòria, 13 de juny de 1953)[1]